# Catweazle (Film)
Catweazle ist eine deutsche Filmkomödie aus dem Jahr 2021 nach den gleichnamigen Romanen und der Fernsehserie des britischen Privatsendernetzwerks Independent Television sowie des britischen Schriftstellers und Drehbuchautors Richard Carpenter.

## Handlung
Der Magier Catweazle hat sich auf der Flucht vor dem Fürsten versehentlich aus dem 11. Jahrhundert (1020) in die Jetztzeit gezaubert.
Benny Lenz findet dessen Zauberstab Anawandur und nimmt ihn mit zu sich nach Hause. Aus Wut über die Unordnung seines Sohnes gibt sein Vater ihn als Brennholz an die Trautmanns fort, die zufällig die Eltern von Bennys Schwarm Lisa sind. Die wiederum gaben ihn an ein Museum weiter. Die Kunsthistorikerin Dr. Katharina Metzler setzt indes alles daran, diesen in Besitz zu bekommen und bei einem Auktionshaus versteigern zu lassen.
Aus den Geschichtsbüchern erfahren Benny und Lisa, dass der Fürst nach dem Verschwinden Catweazles dessen Hütte abbrennen ließ, was zu einer großen Feuersbrunst führte, der auch die Burg des Fürsten zum Opfer fiel. In der Hütte kamen auch die geliebten Tiere des Magiers ums Leben. So setzen die Drei nun alles daran, den Stab zurückzuholen, damit der Zauberer rechtzeitig in seine Zeit zurückkehren und die Katastrophe verhindern kann.
Am Ende gelingt es Catweazle, Lisa, Benny und dessen Vater tatsächlich, die im Museum für eine Pressekonferenz versammelten Medienvertreter auszutricksen und den Stab in ihren Besitz zu bringen. So kann Catweazle am Ende in sein Jahrhundert zurückkehren und die eigentlich zerstörte Burg des Fürsten erscheint in der Gegenwart unbeschädigt und angeleuchtet über dem Dorf.

## Hintergrund
Mit dem Ableben von Catweazle-Darsteller Geoffrey Bayldon im Jahr 2017 kam die Figur wieder in Erinnerung. Im September 2019 wurde bekannt, dass es eine deutsche Neuverfilmung geben wird. Der Film wurde vom 10. März 2020 bis zum 4. August 2020 in Hamburg, Berlin, Nordrhein-Westfalen, Hessen und Rheinland-Pfalz gedreht. Ursprünglich war der 11. März 2021 und dann der 1. April 2021 als Starttermin für die Kinos vorgesehen – beide Termine konnten aufgrund der COVID-19-Pandemie nicht eingehalten werden.
Nach der Premiere am 27. Juni 2021 in Bochum kam der Film schließlich am 1. Juli 2021 in die deutschen Kinos.
Drehorte waren u. a. das Kloster Eberbach und Stolberg (Kupferhof Rosenthal, Grundschule Grüntalstraße, Altstadt) und die Katzensteine zwischen Mechernich und Satzvey.
Während der Dreharbeiten wurde Darsteller Henning Baum im Zuge der Fernsehsendung Verstehen Sie Spaß? von Lockvogel Otto Waalkes hereingelegt, indem das Motorradgespann, das Baum starten will, nicht anspringt. Verstehen-Sie-Spaß-Moderator Guido Cantz tritt als Mechaniker in Erscheinung und löst den Streich schließlich auf.

## Rezeption
Den Film sahen ca. 628.000 Kinobesucher.

### Kritiken
Rainer Gansera urteilt beim Filmdienst: „Die temporeiche, mit großem Aufwand inszenierte Komödie entwirft einen großen, darstellerisch und visuell bunt ausgemalten Bilderbogen, in dem Sentiment und Witz hübsch ausbalanciert werden.“
Kritischer sieht es Ulrich Sonnenschein bei epd Film, so „fehlen nicht nur hintergründige Pointen, sondern vor allem eine Geschichte, die sich zu erzählen lohnt.“ Kritik übt auch Jochen Werner bei Filmstarts, so  sei „man anfangs noch erleichtert, dass sich Otto seine (zu) oft gesehenen Blödelroutinen diesmal weitestgehend verkneift, stellt sich angesichts eines weitgehend ohne Höhepunkte und Ideen vor sich hinplätschernden Standard-Kinderfilms schon bald Ernüchterung ein. Weder der neugierige Nachwuchs noch nostalgische Eltern, die damals jeder neuen Folge der Kultserie entgegengefiebert haben, werden hier sonderlich viel Unterhaltsames entdecken.“